# 橋場弦
橋場 弦（はしば ゆづる、1961年1月 - ）は、日本の歴史学者。専門は古代ギリシア史。東京大学大学院人文社会系研究科・文学部教授。

## 来歴
北海道札幌市生まれ。北海道札幌西高等学校を経て、1984年東京大学文学部西洋史学科卒業、1990年同大学院人文科学研究科博士課程単位取得満期退学、同助手、1991年「アテナイ公職者弾劾機構の研究」で、文学博士（東京大学）。1993年大阪外国語大学助教授、2006年東京大学助教授、2007年同准教授、2010年同教授。日本西洋古典学会常任委員。

## 著書

### 単著
- 『アテナイ公職者弾劾制度の研究』東京大学出版会 1993
- 『丘のうえの民主政――古代アテネの実験』東京大学出版会 1997
  - 改題『民主主義の源流――古代アテネの実験』講談社学術文庫 2016
- 『賄賂とアテナイ民主政――美徳から犯罪へ』山川出版社 2008
  - 改題『賄賂と民主政―古代ギリシアの美徳と犯罪』講談社学術文庫 2024.7
- 『古代ギリシアの民主政』岩波新書 2022

### 共編
- 桜井万里子『古代オリンピック』岩波新書 2004
- 村田奈々子『学問としてのオリンピック』山川出版社 2016

### 翻訳
- ポール・カートリッジ『古代ギリシア人――自己と他者の肖像』白水社 2001
- アリストテレス「アテナイ人の国制」‐『新版アリストテレス全集 第19巻 アテナイ人の国制・著作断片集1』岩波書店 2014

### 監修
- ポール・カートリッジ『古代ギリシア――11の都市が語る歴史』 新井雅代訳、白水社 2011